# Taylor York
Taylor Benjamin York (Nashville, 1989. december 17. –) Grammy-díjas amerikai zenész, a Paramore rockegyüttes ritmus- és szólógitárosa. Testvére, Justin a Relient K turné tagja, 2022-ig a Paramore turnégitárosa volt.

## Pályafutása
York három fiú közül a legfiatalabbként született 1989. december 17-én, és a Tennessee állambeli Nashville-ben nőtt fel. Apja, Peter York a Capitol Christian Music Group elnöke és vezérigazgatója. Peter szintén gitáros, Taylort és testvérét, Justint is tanította a hangszerre. Taylor a legfiatalabb a három testvér közül, legidősebb testvére, Chris York pedig a Capitol Records A&R vezető igazgatója.
York már hónapokkal azelőtt egy zenekarban volt a Farro fivérekkel (Josh és Zac), hogy Hayley Williamsszel találkoztak volna. Zac Farro egy középiskolai focimeccsen mutatta be Yorkot Williamsnek. York részt vett olyan dalok megírásában, mint a Conspiracy a debütáló albumukról, az All We Know Is Fallingról és az O Star bónuszszámról, amely az első dal volt, amelyet York Williamsszel írt kettesben, miután találkoztak. York 2007 óta "hivatalosan" játszik a Paramore-ral.
2022 szeptemberében York megerősítette, hogy együtt vannak Hayley Williamsszel.

## Paramore
York fiatalabb korában háttérénekelt a bandában, az All We Know Is Falling előtt. Hunter Lamb 2007-es távozása után csatlakozott a Paramore-hoz ritmusgitárosként. A csoport második albumának, a Riot!-nak a jegyzeteiben Hayley Williams, Josh Farro és Zac Farro felvették a „köszönjük” listára. Taylor segített megírni a That's What You Get című dalt és a Stop This Song bónuszszámot is.
A Riot! megjelenése után a Paramore kiadott egy élő albumot The Final Riot! címmel. Yorkot a banda tagjaként tüntették fel az utóbbi jegyzeteiben, majd a Paramore 2009. június 15-én hivatalosan is elismerte a zenekar tagjaként. Miután Josh és Zac Farro elhagyta a bandát, Williams azt mondta, hogy biztos volt abban, hogy York is elhagyja a zenekart is. York így nyilatkozott az interjúban: „Amikor megtörtént, nehéz volt döntenem. Egyszerűen nem voltam kész erre. Összetörtem, és egy ponton sírni kezdtem. Tudtam, hogy még nem végeztem, és annyira szeretek egy bandában lenni Jeremyvel és Hayley-vel. Még mindig sokkal több dolgom volt a bandával, ezért csak előre néztem, és megcsináltam.” Williams azt is kijelentette, hogy akkoriban nem állt olyan közel Taylorhoz. Végül találkoztak és elmentek kávézni, miután részt vettek egy előadáson. Williams úgy emlékszik vissza, hogy utána sírt az autójában, és tudta, hogy a banda rendben lesz, ha York marad. Taylor azóta is részt vesz az albumaik írásában és rögzítésében.
2015-ben Hayley Williams énekes egy rövid időre csendesen elhagyta a Paramore-t depressziója miatt. York maradt a Paramore egyetlen tagja, mivel Jeremy Davis basszusgitáros később kilépett a zenekarból, és perbe keverte Yorkot és Williamst a Paramore negyedik lemezének dalainak tulajdonjogi és szerzői joga miatt. Williams úgy dicséri Yorkot, mint aki segített életben tartani a depressziója alatt. Azt is megemlíti, hogy Taylor az oka annak, hogy a banda még együtt van és nem oszlottak fel.

## Fordítás
Ez a szócikk részben vagy egészben  a   Taylor York című angol Wikipédia-szócikk ezen változatának fordításán alapul.  Az eredeti cikk szerkesztőit annak laptörténete sorolja fel. Ez a jelzés csupán a megfogalmazás eredetét és a szerzői jogokat jelzi, nem szolgál a cikkben szereplő információk forrásmegjelöléseként.